# Mayura
Mayura is een kelurahan in het onderdistrict Cakranegara in de stadsgemeente Mataram van de provincie West-Nusa Tenggara, Indonesië. Mayura telt 5449 inwoners (volkstelling 2010).